# Högsta domstolen
Högsta domstolen er i Sverige den ene af de to sideordnede højesteretter i det almindelige domstolsvæsen. Högsta domstolen er øverste instans i civile sager (tvistemål), straffesager (brottmål) og sager (ärender) afgjort af Hovrätt (landsretten). Øverste instans i forvaltningssager er derimod Högsta förvaltningsdomstolen.
Högsta domstolen blev grundlagt af Gustav III 1789, og dens stilling er grundlovsfæstet i Regeringsformen. Domstolen består af mindst 14 juridisk uddannede dommere. De tituleres justitsråd og udpeges af regeringen. Regeringen vælger også hvem af dem, som skal være rettens formand.
Frem til 1949 havde Högsta domstolen sine lokaler i de nuværende Ordenssalarna på Stockholms Slot. Derefter havde domstolen hovedsageligt sit sæde i det Bondeska palads i Stockholm. Siden juni 2004 er alle aktiviteterne samlet i paladset.

## Högsta domstolen som første instans
Högsta domstolen skal som første domstol pådømme sager om ansvar eller personligt krav på grund af forbrydelser i embedsmedfør begået af minstre, justitsråd, riksdagens ombudsmænd, justitskansleren, rigsadvokaten, dommere og generaladvokater ved EU-domstolen, hovrättsdommere eller justitssekretærer.
Högsta domstolen skal endvidere som første instans prøve om justitsråd skal afskediges eller suspenderes fra sit embede eller være pligtig til at gennemgå lægeundersøgelse.

## Appelinstans
Når en sag er afgjort af hovrätten, kan den appelleres (överklagas) til Högsta domstolen. Domstolen tager først stilling til processbevilling (prövningstillstånd), det vil sige om sagen overhovedet skal behandles af Högsta domstolen. I de tilfælde hvor riksdagens ombudsmænd eller justitskansleren anker en straffesag, skal Högsta domstolen dog behandle sagen, da kravet om procesbevilling ikke gælder for dem. Dette gjaldt tidligere også rigsadvokaten, men siden 2004 behøver også denne procesbevilling.
Procesbevilling gives, hvis Högsta domstolens beslutning eller dom vil få betydning for afgørelsen af lignende sager. Sagen skal have præjudikatsinteresse, svarende til hvad der i dansk ret kaldes principiel karakter. Processbevilling gives også undtagelsesvist selvom sagen ikke har interesse som præjudikat, for eksempel hvis det findes grund for oprejsning, hvis der har forekommet procedurefejl eller at sagens afgørelse i hovrätten åbenbart beror en grov misforståelse eller grov fejl.

## Oprejsning
En part som ønsker, at en sag som allerede er endeligt afgjort af en almindelig domstol atter skal blive taget op, kan ansøge om oprejsning ved domstolen. Bevilling af oprejsning kræver at nye omstændigheder er kommet frem som kan påvirke dommen.

## Sagsbehandling
Når en sag tages op, har parterne ret til at udtale sig. Sædvanligvis indsendes nye processkrifter, og det sker, at udtalelser indhentes fra forskellige eksperter eller myndigeder. Sagen forberedes af en justitssekretær med ansvar for sagsbehandlingen med en omhyggelig undersøgelse og et forslag til, hvordan Högsta domstolen skal dømme i sagen.
Sagsbehandlingen er sædvanligvis kun skriftlig (sagen afgøres uden mundtlig forhandling). Da bedømmes beviserne sådan som de er fremlagt i lavere instans sammen med eventuelt nye indlæg.

## Domstolens sammensætning
Domstolens justitsråd og deres tiltrædelsesår:
- Marianne Lundius (1998, formand siden 2010)
- Ann-Christine Lindeblad (2002)
- Ella Nyström (2002)
- Kerstin Calissendorff (2003)
- Gudmund Toijer (2007)
- Stefan Lindskog (2008, afdelingsformand siden 2011)
- Lena Moore (2008)
- Göran Lambertz (2009)
- Johnny Herre (2010)
- Agneta Bäcklund (2010)
- Ingemar Persson (2010)
- Martin Borgeke (2011)
- Svante O. Johansson (2011)
- Dag Mattsson (2012)
- Lars Edlund (2012)
- Anders Eka (2013)

I domstolen findes desuden cirka 30 justitssekretærer, som har ansvar for sagernes forberedelse.